# Temporada 1975 del Campeonato del Mundo de Motociclismo
La temporada de 1975 del Campeonato del Mundo de Motociclismo fue la 27.º edición del Campeonato Mundial de Motociclismo.

## Desarrollo y resultados
1975 representó un cambio en las carreras de motocicletas del Mundial, tanto para pilotos como para máquinas. Giacomo Agostini ganaría su última título a bordo de una Yamaha de dos tiempos. Esta sería la primera vez que una máquina de dos tiempos ganaba un Mundial.
En la categoría reina, MV Agusta con Phil Read a bordo, se negó a ceder fácilmente. El Campeonato no se resolvió hasta la décima y última ronda en Gran Premio de Checoslovaquia, cuando Agostini salió triunfante para conseguir su decimoquinto título mundial y el primero en la categoría principal de 500 cc para una motocicleta de dos tiempos. Barry Sheene también dejó constancia que era un gran competidor con victorias en Assen y Gran Premio de Suecia.
Ángel Nieto se alzaría con su cuarto título mundial para Kreidler en la categoría de 50cc. En 125cc, las Morbidelli de Pileri y Bianchi dominaron, terminando primero y segundo en seis de las diez carreras. A pesar de que Michel Rougerie anotó más puntos, su compañero de equipo en Harley-Davidson
Walter Villa conseguiría el título de 250 cc debido a la regla de "el mejor de los seis resultados". El debutante de 19 años Johnny Cecotto hizo un impresionante debut en el Gran Premio de Francia ganando las carreras de 250cc y 350cc. También se llevó el título de 350cc, convirtiéndose en el campeón más joven de la historia hasta la fecha.

## Calendario y resultados
| Ronda | Fecha            | Gran Premio                     | Circuito          | Ganador 50cc         | Ganador 125cc   | Ganador 250cc   | Ganador 350cc     | Ganador 500cc    |
| ----- | ---------------- | ------------------------------- | ----------------- | -------------------- | --------------- | --------------- | ----------------- | ---------------- |
| 1     | 30 de marzo      | Gran Premio de Francia          | Paul Ricard       |                      | Kent Andersson  | Johnny Cecotto  | Johnny Cecotto    | Giacomo Agostini |
| 2     | 20 de abril      | Gran Premio de España           | Jarama            | Ángel Nieto          | Paolo Pileri    | Walter Villa    | Giacomo Agostini  |                  |
| 3     | 4 de mayo        | Gran Premio de Austria          | Salzburgring      |                      | Paolo Pileri    |                 | Hideo Kanaya      | Hideo Kanaya     |
| 4     | 11 de mayo       | Gran Premio de Alemania         | Hockenheimring    | Ángel Nieto          | Paolo Pileri    | Walter Villa    | Johnny Cecotto    | Giacomo Agostini |
| 5     | 18 de mayo       | Gran Premio de las Naciones     | Imola             | Ángel Nieto          | Paolo Pileri    | Walter Villa    | Johnny Cecotto    | Giacomo Agostini |
| 6     | 6 de junio       | TT Isla de Man                  | Snaefell Mountain |                      |                 | Chas Mortimer   | Charlie Williams  | Mick Grant       |
| 7     | 28 de junio      | Gran Premio de los Países Bajos | Assen             | Ángel Nieto          | Paolo Pileri    | Walter Villa    | Dieter Braun      | Barry Sheene     |
| 8     | 6 de julio       | Gran Premio de Bélgica          | Spa               | Julien van Zeebroeck | Paolo Pileri    | Johnny Cecotto  |                   | Phil Read        |
| 9     | 20 de julio      | Gran Premio de Suecia           | Anderstorp        | Eugenio Lazzarini    | Paolo Pileri    | Walter Villa    |                   | Barry Sheene     |
| 10    | 27 de julio      | Gran Premio de Finlandia        | Imatra            | Ángel Nieto          |                 | Michel Rougerie | Johnny Cecotto    | Giacomo Agostini |
| 11    | 24 de agosto     | Gran Premio de Checoslovaquia   | Brno              |                      | Leif Gustafsson | Michel Rougerie | Otello Buscherini | Phil Read        |
| 12    | 21 de septiembre | Gran Premio de Yugoslavia       | Opatija           | Ángel Nieto          | Dieter Braun    | Dieter Braun    | Pentti Korhonen   |                  |